# Авіапошта
Авіапо́шта, або авіаці́йна по́шта (англ. airmail), — вид поштового зв'язку, при якому поштові відправлення транспортуються повітрям шляхом за допомогою авіації. Найсучасніший та найбільш розповсюджений вигляд повітряної пошти.
Розділ філателії, присвячений авіапошті, називається аерофілателією.

## Опис

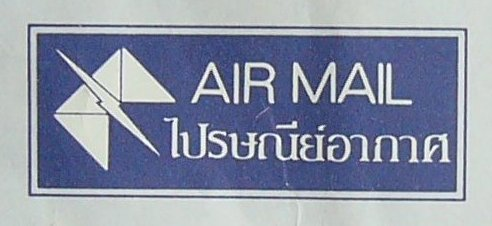
Авіапоштовий ярлик, надрукований на конверті Таїланду

Як правило, швидкість доставки авіапоштових відправлень швидша, ніж для звичайної, наземної пошти, проте вартість авіапоштових послуг вища за інші види поштового зв'язку. Авіапошта може бути єдиним засобом для відправки пошти, якщо одержувач знаходиться за кордоном або на іншому континенті, а важливість листа вимагає його швидкої доставки адресату.
Лист, відправлений авіапоштою, може називатися аерограмою та авіапоштовим листом (авіалистом). Аерограма є закритим авіалистом, зовнішня сторона якого використовується для адреси і одночасно служить конвертом.
Позначка на конверті про відправлення листа по повітрю робиться від руки чи за допомогою спеціальних авіапоштових наклейок (ярликів), або використовуються специфічно маркіровані конверти. Залежно від країни можуть також застосовуватися спеціальні авіапоштові марки.

## Історія

### Передісторія
Доставка листів по повітрю мала місце задовго до появи авіапошти як регулярної служби, доступної для широкої публіки.

### Перші авіапоштові рейси
Поява в 1903 році аеропланів відразу ж викликала інтерес щодо їх залучення до перевезення пошти. Перший такий офіційний рейс відбувся 18 лютого 1911 року в Індії з Аллахабаду до Найні, під час якого Анрі Піке (фр. Henri Pequet) перевіз 6,5 тисяч листів на відстань 13 км.
В Австралії перший контракт на доставку кореспонденції авіапоштою отримала молода авіакомпанія QANTAS (скорочено від англ. Queensland and Northern Territory Aerial Services), започаткувавша перевезення пошти в листопаді 1922 року. Літаки багатьох інших рейсів, подібно до польоту біплану, потерпіли аварії, а деякі навіть закінчилися повною катастрофою. Проте до 1920-х років авіарейси здійснювалися в багатьох країнах.
|  |  |

Мультимедіа

### Подальший розвиток

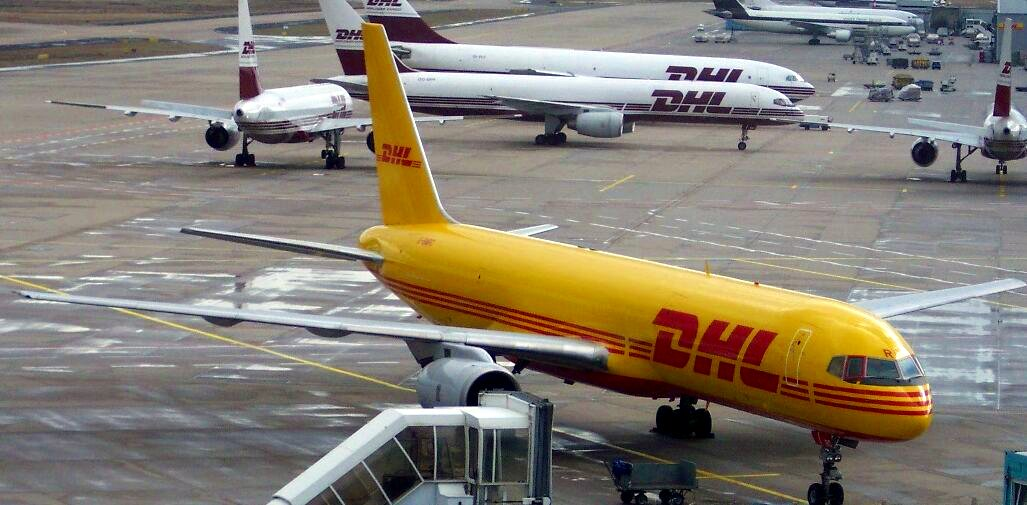
Вантажні літаки поштової компанії DHL

У виданій в 1928 році книзі Невіла Шюта (англ. Nevil Shute) — романі, заснованому на щирому інтересі автора до авіації і його глибокому знанні її проблем, — є монолог льотчика-ветерана, який передає атмосферу тієї епохи становлення авіації:
| Ми літали по Паризькому маршруту, з Хоунслоу в Ле-Бурже, і пробивалися як могли. Потім ми перейшли в Кройдон. (…) Возили так розрекламовану авіпошту. Це означало, що літаки повинні були літати незалежно від наявності пасажирів. Від самого льотчика залежало, чи відміняти рейс в погану погоду або летіти; льотчики ж прагнули літати в самих неможливих умовах. Саме так в Дуенвілле загинув Сандерсон. А все, що він віз в літаку, — пара листівок з видами, відправлених туристами з Парижа своїм сім'ям як чудасія. Ось така авіапошта. Ніяких пасажирів або чогось ще — тільки пошта. Оригінальний текст (англ.) We used to fly on the Paris route, from Hounslow to Le Bourget and get through as best as you could. Later we moved on to Croydon. (.) We carried the much advertised Air Mails. That meant the machines had to fly whether there were passengers to be carried or not. It was left to the discretion of the pilot whether or not the flight should be canceleled in bad weather; the pilots were dead keen on flying in the most impossible conditions. Sanderson got killed this way at Douinville. And all he had in the machine was а couple of picture postcards from trippers in Paris, sent to their families as а curiosity. That was the Air Mail. No passengers or anything — just the mail. |

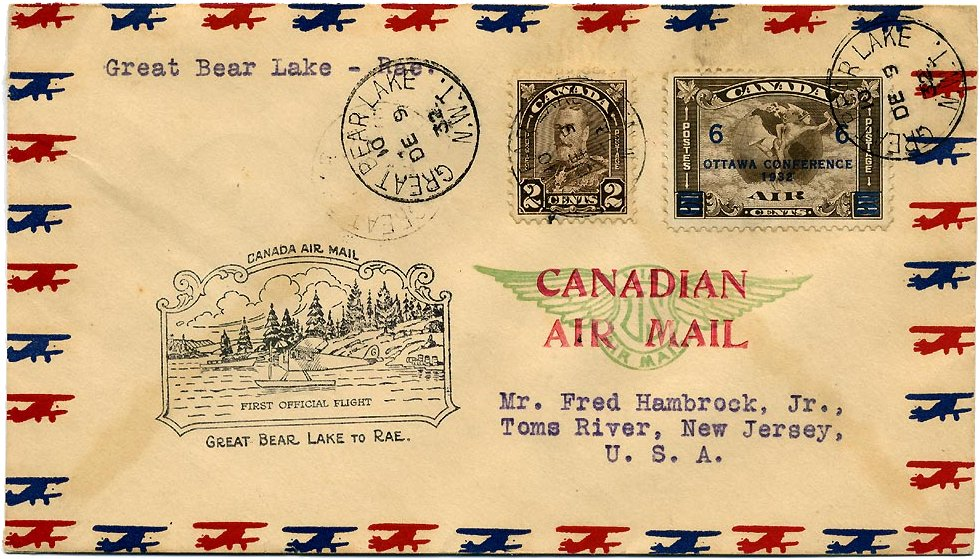
Художній авіапоштовий конверт Канади, випущений з нагоди першого поштового польоту в північних лісах. Він має стандартну і авіапоштову марку (1932)

Оскільки до того часу колекціонування марок вже стало поширеним захопленням, філателісти уважно стежили за розвитком авіапошти, не лінувалися довідуватися про перші польоти в різні місця і надсилали з цими рейсами листи. Власті часто вдавалися до різних спеціальних гасінь на конвертах. Нерідко льотчик також ставив на них свій підпис.
З 1912 році в Німеччині стали випускатися так звані службові авіапоштові марки (або віньєтки; нім. halbamtliche Flugpostmarke, англ. semi-official airmail stamp).
Перші поштові марки, призначені спеціально для авіапошти, були випущені в Італії в 1917 році і використовувалися на експериментальних авіарейсах: на марках термінової пошта були зроблені надпечатки. Австрія також зробила надпечатки авіапошти на марках в березні 1918 року для першої у світі регулярної поштової лінії Відень — Краків — Львів — Київ. Незабаром з'явилася перша стандартна марка авіапошти, яка була випущена в США в травні 1918 року.
У радянській поштовій термінології до 1932 року авіапошта офіційно називалася «Повітряною поштою», після чого якийсь час було прийнято написання «Авиопочта».

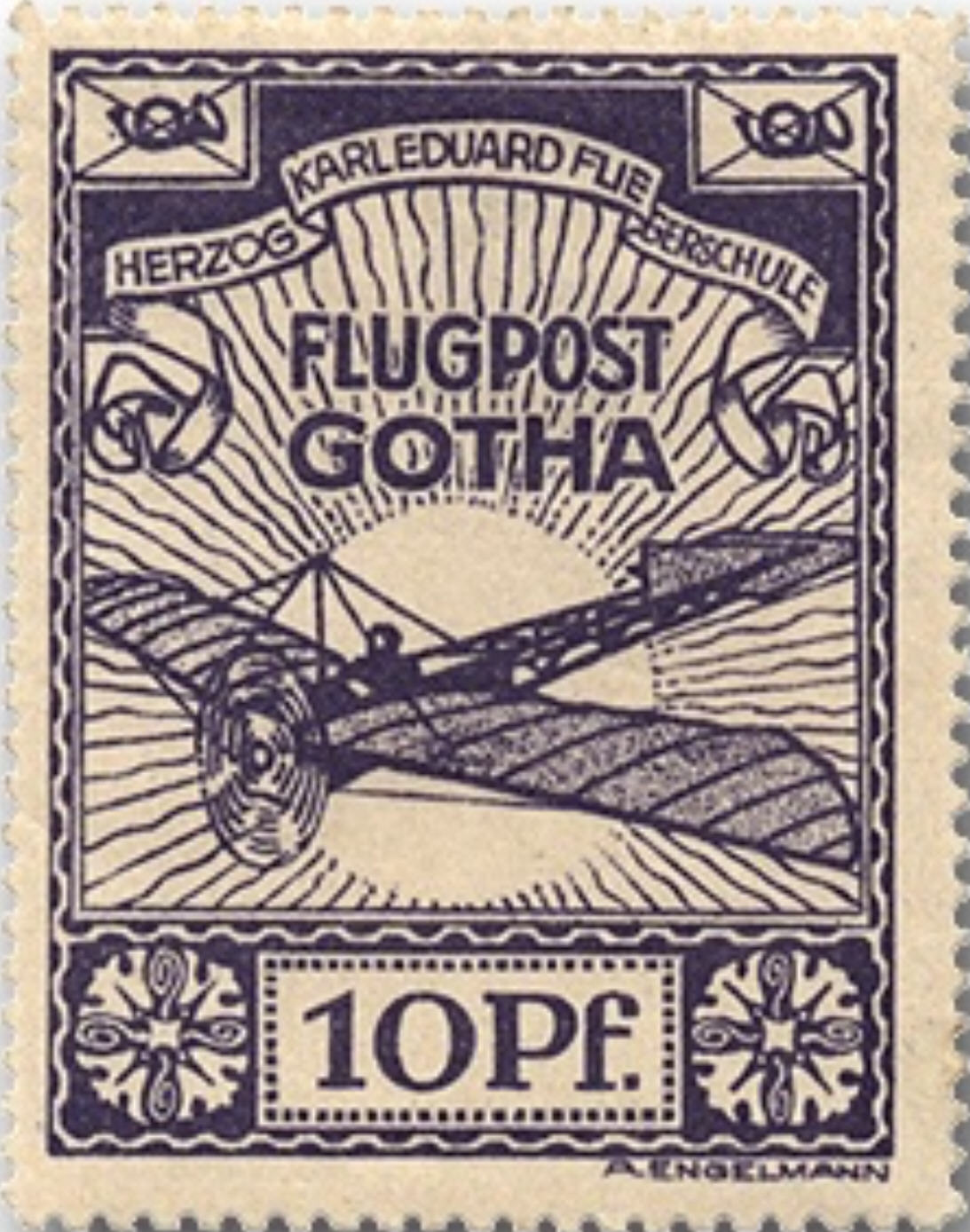
Перша напівслужбова марка (віньєтка) авіапошти Німеччини, випущена в зв'язку з польотом Гота — Ерфурт 25 липня 1912 року в кількості 500 екземплярів
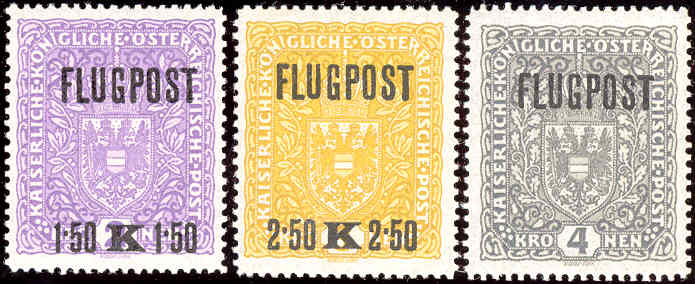
Надпечатка авіапошти на марках Австрії для першої регулярної поштової лінії Відень — Краків — Львів — Київ (1918)
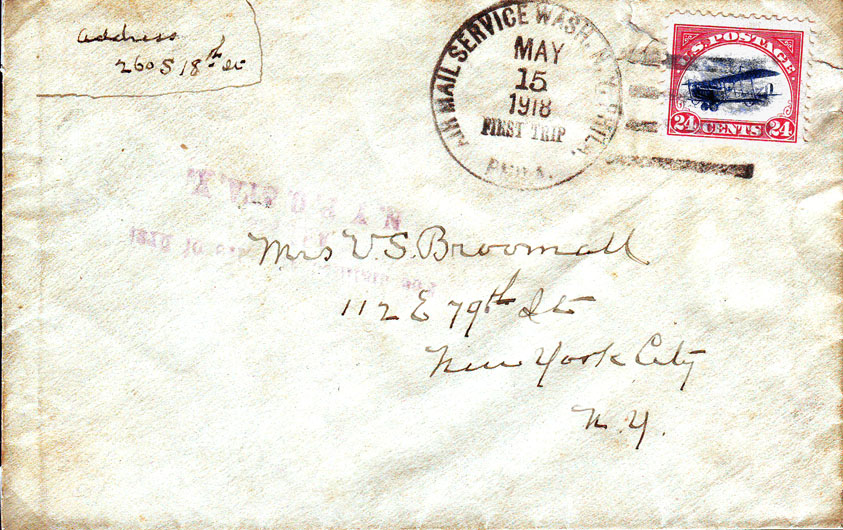
Перший авіапоштовий рейс США 15 травня 1918 року: конверт з авіапоштовою маркою першого випуску
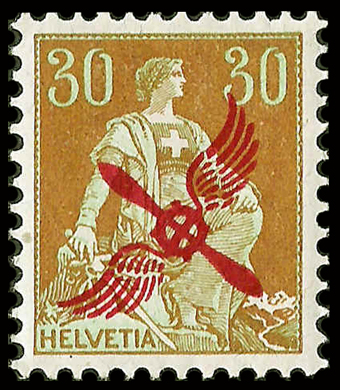
Перша авіапоштова марка Швейцарії (з надпечаткою 1919)
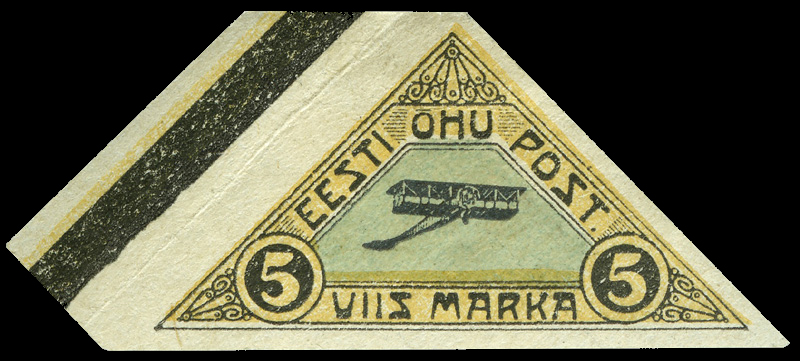
Перша авіапоштова марка Естонії (1920)
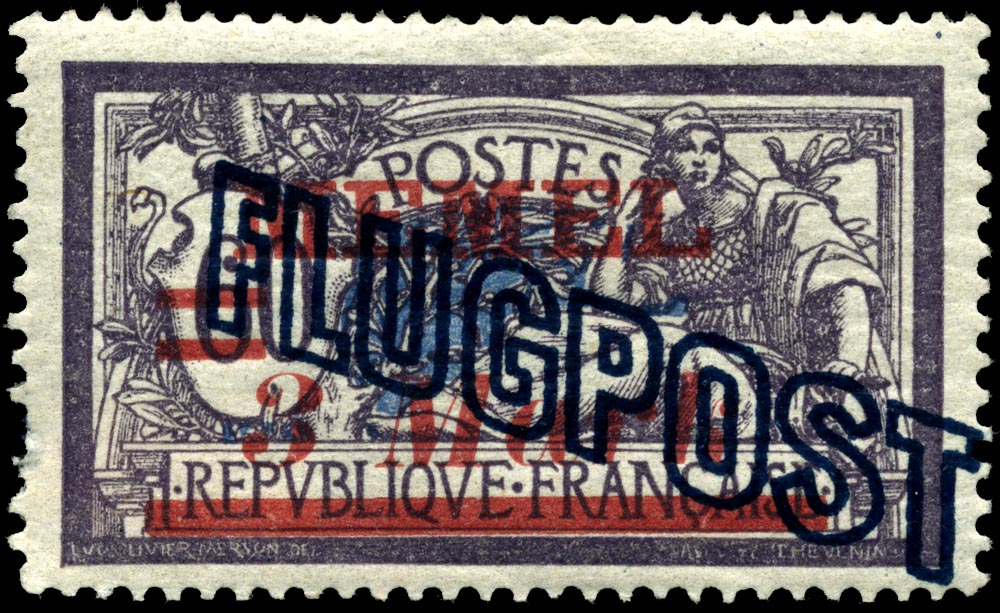
Надпечатка авіапошти на марці Мемеля (1921)
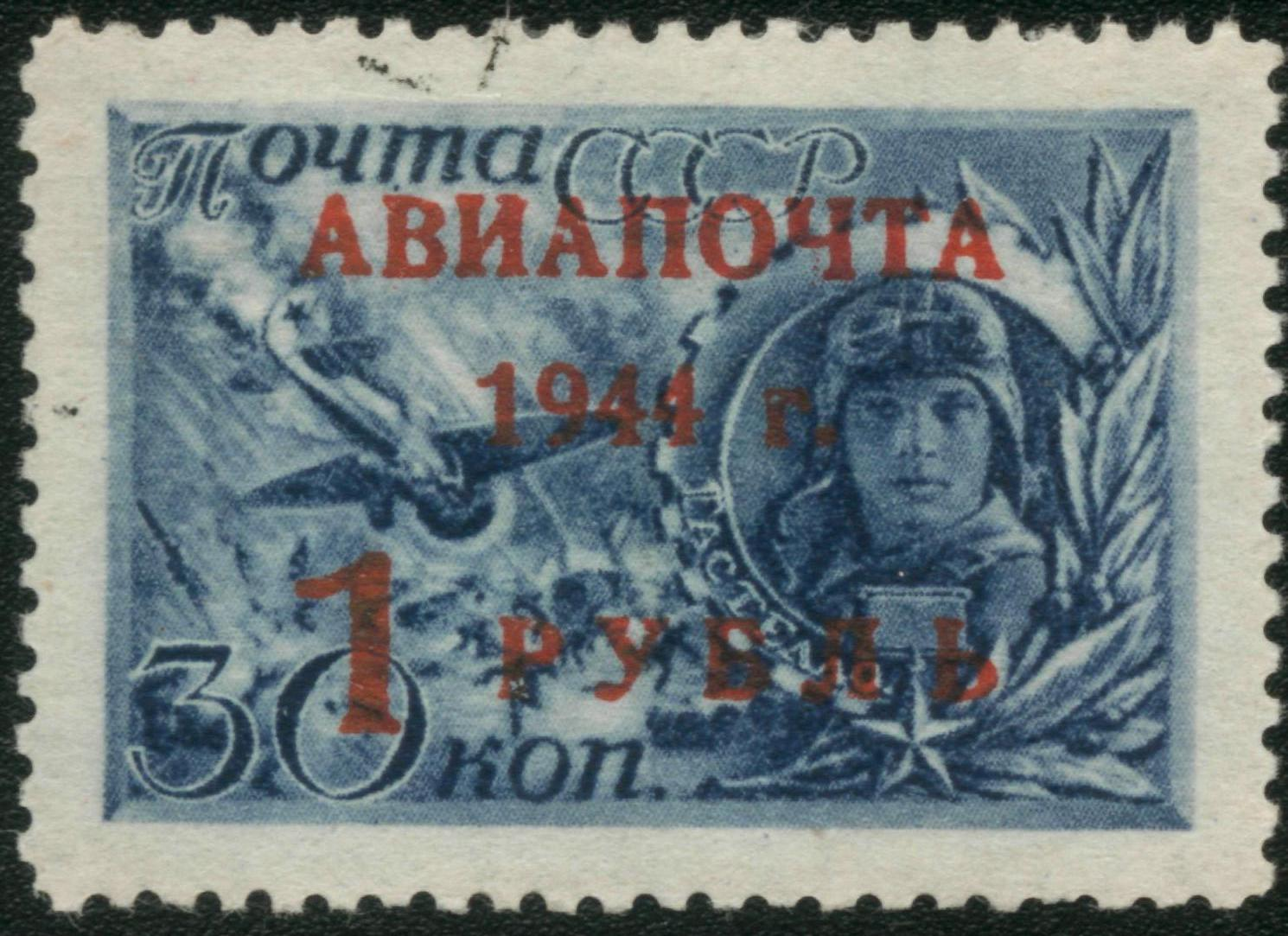
СРСР  (1944): надпечатка «АВИАПОЧТА на марці в честь Гастелло
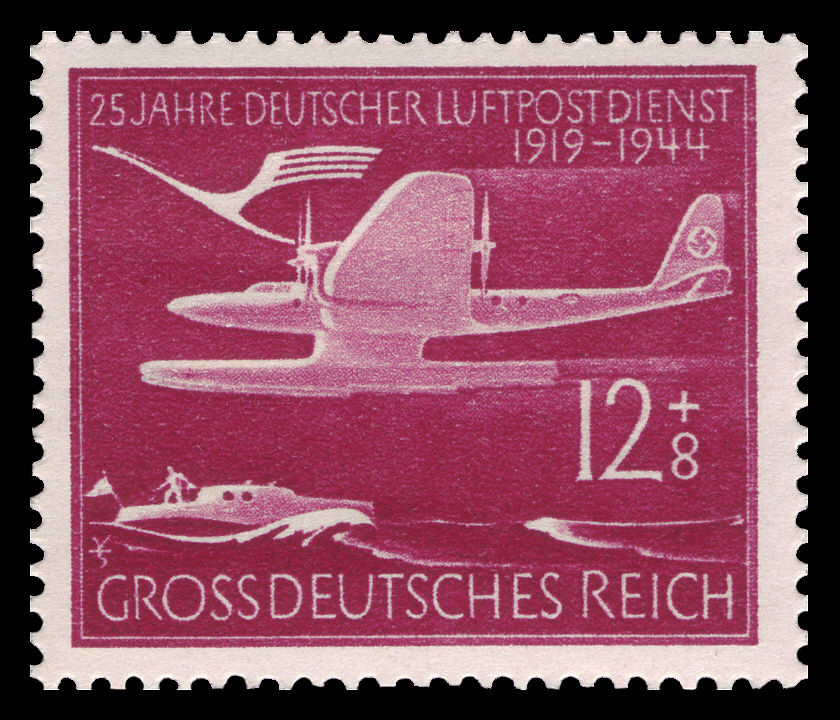
Поштова марка 1944 року. Літак Ha 139 поруч з логотипом Deutsche Lufthansa. Присвячена події: «25 років німецькій авіапошті 1919–1944»
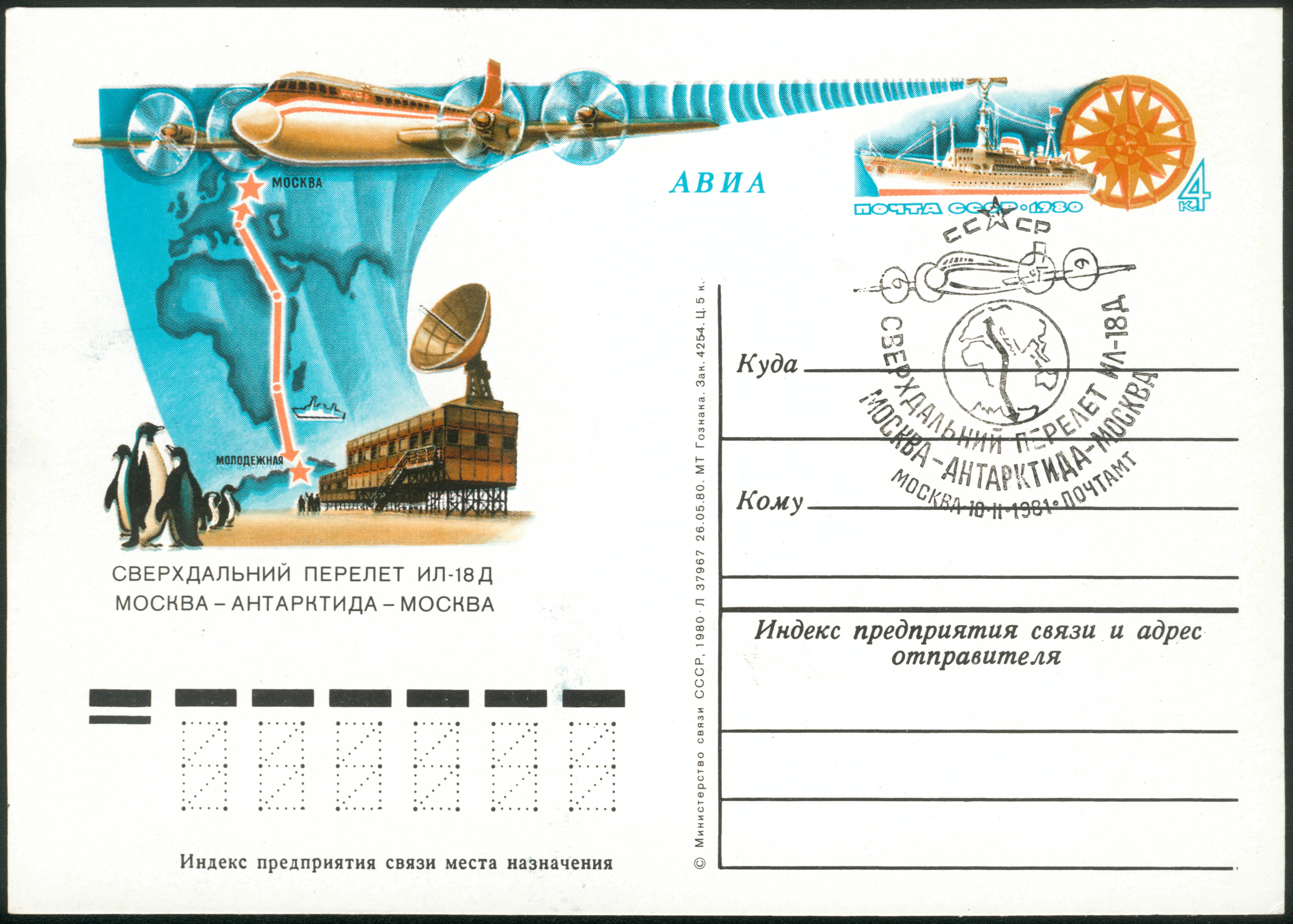
Авіапоштова однобічна поштова картка з оригінальною маркою СРСР (1980) на згадку про наддалекий переліт Іл-18Д Москва — Антарктида Москва і з спецгасінням від 10 лютого 1981 року
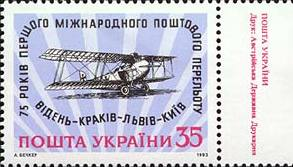
Україна (1993): 75 років першому авіапоштовому перельоту Відень — Краків — Львів — Київ
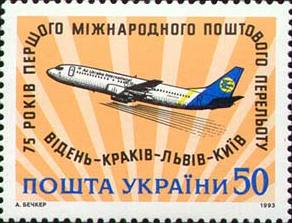
Те ж